# José Rafael Cáceres Monié
José Rafael Cáceres Monié fue un abogado argentino que nació en Paraná, Entre Ríos (Argentina) el 6 de julio de 1918 y falleció en Buenos Aires, Argentina, el 9 de octubre de 2008. Militó en el desarrollismo, fue funcionario durante la presidencia de Arturo Frondizi y ejerció el cargo de ministro de Defensa en tres gobiernos de facto.

## Biografía
Cáceres Monié se recibió de abogado en la Universidad Nacional del Litoral en 1945 y desarrolló en la ciudad de Curuzú Cuatiá, provincia de Corrientes su actividad profesional que alternaba con la administración de los campos de su familia y se vinculó a instituciones locales como la Sociedad Rural. Fue uno de los primeros abogados que ejerció en los tribunales locales creados en 1948.  
Militó en la Unión Cívica Radical en la corriente intransigente, que lideraba Frondizi, quien al llegar a la Presidencia lo designó subsecretario de Obras y Servicios Públicos y, luego, de Defensa. Poco antes de su derrocamiento, Frondizi lo designó secretario general de la Presidencia y una vez producido este le solicitó que junto con Antonio Salonia reorganizara el partido y así asumió como vicepresidente del mismo.  
Durante la presidencia de facto de Juan Carlos Onganía fue embajador en Paraguay entre 1966 y 1969 y, más adelante, ministro de Defensa. Cuando se estaba gestando el desplazamiento de Onganía fue mencionado como su posible reemplazante pero fue descartado porque si bien era considerado por sus capacidades tenía una imagen pública de frondizista.
Bajo las dictaduras de Roberto Marcelo Levingston y Alejandro Agustín Lanusse continuó como ministro de Defensa. Cuando a mediados de 1970 en el gobierno militar se debatió acerca del rumbro a seguir, Cáceres Monié se inclinó por el criterio -que Levingston adoptará- de "profundizar la revolución" y mantener la disolución de los partidos políticos.
Durante la dictadura de Jorge Rafael Videla estuvo detenido junto con Lanusse en una causa en la que se investigaban supuestas irregularidades en la empresa Aluar y abandonó la política. Era hermano del general Jorge Esteban Cáceres Monié que fue asesinado por la organización Montoneros. 
José Rafael Cáceres Monié falleció en Buenos Aires el 9 de octubre de 2008. Estaba casado desde 1946 con María Antonia Calabrese, con quien tuvo cinco hijos.